# Średnia ważona
Średnia ważona – średnia elementów, którym przypisywane są różne wagi (znaczenia) w ten sposób, że elementy o większej wadze mają większy wpływ na średnią. Jeżeli wszystkie wagi są takie same (wszystkie elementy tak samo znaczące), średnia ważona równa jest średniej bazowej (wyjściowej). W różnych zastosowaniach średnia może być liczona na różne sposoby (jako arytmetyczna, geometryczna lub inna), dlatego konkretny wzór na średnią ważoną zależy od rodzaju średniej.
UWAGA: Średnia ważona daje poprawny wynik tylko wtedy, gdy wagi są niezależne (czyli nieskorelowane wzajemnie). Problem ten pojawia się na przykład przy obliczaniu niepewności pomiarowej, gdy liczy się średnią ważoną z serii M wartości Yi=f(X1,X2...XN). Średnia arytmetyczna z Yi (i=1,2,...,M) i średnia ważona z wagami równymi niepewnościom cząstkowym u(Yi) w potędze -1 dadzą różne wyniki. Choć średnia ważona uwzględniająca istotność zmierzonych wyników cząstkowych na wynik końcowy wydaje się lepsza, to należy zwrócić uwagę, że gdy któraś z niepewności u(Xi) ma charakter systematyczny (tzn. nie uśredniający się do zera podczas zwiększania M), średnia ważona da fałszywy wynik. Innymi słowy czynnik systematyczny w niepewności u(Yi) powtarza się we wszystkich wartościach Yi co czyni je skorelowanymi.
Średnią ważoną stosuje się więc z powodzeniem do obliczania wartości średniej i jej niepewności tam, gdzie wszystkie Xij są niezależne, na przykład gdy każda z wielkości Yi została zmierzona w innym laboratorium (na innym sprzęcie i w innych warunkach). W przypadku braku niezależności należy stosować inną średnią.

## Średnia ważona arytmetyczna
Niech zbiór danych
{\displaystyle [x_{1},x_{2},\ldots ,x_{n}]}
ma nieujemne wagi, z których przynajmniej jedna jest różna od zera, odpowiednio
{\displaystyle [w_{1},w_{2},\ldots ,w_{n}].}
Wówczas średnia ważona arytmetyczna jest wyrażona wzorem
{\displaystyle {\bar {x}}={\frac {\sum _{i=1}^{n}w_{i}x_{i}}{\sum _{i=1}^{n}w_{i}}},}
czyli:
{\displaystyle {\bar {x}}={\frac {w_{1}x_{1}+w_{2}x_{2}+\ldots +w_{n}x_{n}}{w_{1}+w_{2}+\ldots +w_{n}}}.}
W ten sposób dane, którym przypisano większe wagi, mają większy udział w określeniu średniej ważonej niż dane, którym przypisano mniejsze wagi.
Jeśli wszystkie wagi są równe, średnia ważona jest równa średniej arytmetycznej. Ogólnie, średnia ważona ma podobne własności do średniej arytmetycznej, jednak ma ona kilka nieintuicyjnych cech (np. paradoks Simpsona).

### Przykład
Załóżmy, że są dwie klasy szkolne, jedna z 20 uczniami i druga z 30 uczniami. Wyniki sprawdzianu przeprowadzonego w każdej klasie były następujące:
klasa A = 62, 67, 71, 74, 76, 77, 78, 79, 79, 80, 80, 81, 81, 82, 83, 84, 86, 89, 93, 98,
klasa B = 81, 82, 83, 84, 85, 86, 87, 87, 88, 88, 89, 89, 89, 90, 90, 90, 90, 91, 91, 91, 92, 92, 93, 93, 94, 95, 96, 97, 98, 99.
Średnia arytmetyczna ocen w klasie A wynosi 80, a w klasie B 90. Średnia arytmetyczna z liczb 80 i 90 jest równa 85. Gdyby tę średnią przyjęto jako średnią ocen uczniów obu klas, wynik byłby nieprawidłowy, gdyż nie uwzględniono liczebności klas. Aby ją uwzględnić, należy zsumować wszystkie oceny uczniów obu klas, a następnie podzielić przez łączną liczbę uczniów:
{\displaystyle {\bar {x}}={\frac {4300}{50}}=86.}
Jeśli nie ma ocen poszczególnych uczniów, a tylko średnie dla całych klas, można obliczyć średnią uczniów, licząc średnią ważoną klas, używając liczby uczniów w klasach jako wagi tych liczb:
{\displaystyle {\bar {x}}={\frac {20\cdot 80+30\cdot 90}{20+30}}=86.}
Przykładem zastosowania średniej ważonej (w ekonomii) jest obliczenie tzw. WACC.

## Średnia ważona geometryczna i harmoniczna
Można obliczać inne średnie ważone, jak średnia ważona geometryczna i średnia ważona harmoniczna.
Średnia ważona geometryczna obliczana jest według następującego wzoru:
{\displaystyle {\bar {x}}=\left(\prod _{i=1}^{n}x_{i}^{w_{i}}\right)^{\frac {1}{\sum _{i=1}^{n}w_{i}}}=\quad \exp \left({\frac {\sum _{i=1}^{n}w_{i}\ln x_{i}}{\sum _{i=1}^{n}w_{i}\quad }}\right).}
Kiedy wszystkie wagi są równe, wówczas średnia ważona geometryczna równa się średniej geometrycznej.
Średnia ważona harmoniczna obliczana jest jak niżej:
{\displaystyle {\bar {x}}={\frac {\sum _{i=1}^{n}w_{i}}{\sum _{i=1}^{n}{\frac {w_{i}}{x_{i}}}}}.}
Gdy wszystkie wagi są równe, wówczas średnia ważona harmoniczna równa się średniej harmonicznej.
Definicja średniej ważonej odgrywa ważną rolę w statystyce opisowej oraz pojawia się w innych formach w innych obszarach matematyki.

## Ważona średnia potęgowa
W ogólności można określić wariant ważony dla średniej potęgowej dowolnego rzędu rzeczywistego niezerowego {\displaystyle q,} zgodnie z wzorem:
{\displaystyle \left({\frac {\sum _{i=1}^{n}w_{i}x_{i}^{q}}{\sum _{i=1}^{n}w_{i}}}\right)^{\frac {1}{q}}.}
Dla rzędu 0 średnią potęgową ważoną jest opisana powyżej ważona średnia geometryczna, a dla rzędów {\displaystyle +/-\infty } wprowadzenie wag nie zmienia wartości średniej.
Można zauważyć, że dla rzędu –1 średnia jest średnią ważoną harmoniczną, a dla rzędu 2 – średnią ważoną kwadratową

## Kombinacja wypukła
Średnia ważona może być wyrażona za pomocą współczynników (wag), których suma wynosi jeden. Taka kombinacja liniowa nazywana jest kombinacją wypukłą.
Używając poprzedniego przykładu, można obliczyć średnią ważoną z użyciem kombinacji wypukłej w następujący sposób:
{\displaystyle {\frac {20}{20+30}}=0{,}4,}
{\displaystyle {\frac {30}{20+30}}=0{,}6,}
{\displaystyle {\bar {x}}={\frac {(0{,}4)\cdot 80\%+(0{,}6)\cdot 90\%}{0{,}4+0{,}6}}=86\%,}
a po uproszczeniu:
{\displaystyle {\bar {x}}=(0{,}4)\cdot 80\%+(0{,}6)\cdot 90\%=86\%.}

## Średnia ważona z użyciem wariancji
Załóżmy, że mamy zbiór {\displaystyle n} liczb {\displaystyle x_{i}} wylosowanych z różnych rozkładów, o tej samej wartości średniej {\displaystyle x,} ale niekoniecznie tych samych wariancjach {\displaystyle {\sigma _{i}}^{2}.} Wówczas możemy skonstruować następujący estymator wartości {\displaystyle x} o najmniejszej wariancji:
{\displaystyle {\bar {x}}={\frac {\sum _{i=1}^{n}x_{i}/{\sigma _{i}}^{2}}{\sum _{i=1}^{n}1/{\sigma _{i}}^{2}}}.}
W istocie jest to średnia ważona z wagami:
{\displaystyle w_{i}={\frac {1}{\sigma _{i}^{2}}}.}
Możemy zaproponować dwa estymatory wariancji {\displaystyle {\bar {x}}.} Wariancję wewnętrzną:
{\displaystyle \sigma _{int}^{2}={\frac {1}{\sum _{i=1}^{n}1/{\sigma _{i}}^{2}}},}
oraz wariancję zewnętrzną:
{\displaystyle \sigma _{ext}^{2}={\frac {\sigma _{int}^{2}}{n-1}}\sum _{i=1}^{n}\left({\frac {x_{i}-{\bar {x}}}{\sigma _{i}}}\right)^{2}.}
Czym różnią się powyższe estymatory wariancji? W warunkach eksperymentalnych zazwyczaj nie dysponujemy wartościami wariancji {\displaystyle {\sigma _{i}}^{2},} a jedynie ocenami tych wariancji – kwadratami niepewności doświadczalnych {\displaystyle s_{i}^{2}.} Po podstawieniu ich do powyższych wzorów może się okazać, że obliczona niepewność zewnętrzna i wewnętrzna różnią się. Praktyka nakazuje unikać zaniżania niepewności i w takiej sytuacji brać większą z obliczonych wartości. Warto jednak zwrócić uwagę na to, że kwadrat obliczonej w ten sposób niepewności nie jest już nieobciążonym estymatorem wariancji.
Jeżeli niepewność zewnętrzna jest znacząco mniejsza od wewnętrznej może to oznaczać, że użyte niepewności {\displaystyle s_{i}} są przeszacowane; jeśli niepewność zewnętrzna jest większa od wewnętrznej może to sugerować niedoszacowanie niepewności. Jeśli rzeczywiście nie mamy zaufania do wartości obliczonych niepewności, można je pomnożyć przez wartość {\displaystyle {\frac {s_{int}}{s_{ext}}},} i obliczyć niepewność zewnętrzną i wewnętrzną jeszcze raz.